# 덴마 (만화)
덴마는 대한민국의 만화가 양영순이 포털 사이트 네이버에서 2010년 1월 8일부터 연재중인 웹툰으로, 정식 명칭은 "DENMA THE QUANX"이다. 지속적인 연재 시간 지연으로 인해 업데이트 요일이 월, 수, 금에서 월, 금, 일로 바뀌었고, 이후 화, 금, 일로 바뀌었다.

## 세계관

### 퀑
물리적 오류를 발생시킬 수 있는 능력을 지닌 존재들이다. 생물 퀑과 사물 퀑으로 나뉘며, 작중의 퀑은 주로 생물 퀑을 뜻한다. 생물 퀑은 우주의 물리적 오류가 생명체의 형태로 발현된 것이지만, 인위적 메이팅이나 다중교차공간의 파괴로도 생성될 수 있다. 능력이 여러 개일 경우 하이퍼 퀑으로 불린다. 사물 퀑은 종류에 따라 특징이 다르고, 안에서는 양자 통신이 불가능한 경우도 있다. 크기가 큰 사물 퀑과 대응하는 일반적으로 만들 수 없는 전사체가 접촉시 행성 단위의 폭발이 일어난다.

### 종교
- 고엘 정교회: 행성 위노바에서 믿는 종교 중의 하나이다.
- 누트 대신교: 누트 대여신을 믿는 종교이며 식스틴에서 나온 바에 의하면 다브네스 왕국의 국교다.
- 태모신교: 태모와 그 아들이자 성자인 조슈아를 믿는 종교이며 2개의 교차공간 중 하나를 소유한 세력이 큰 종교이다. 아들인 조슈아의 죽음으로 태모 마돈나가 '사랑과 보복의 종단'을 표방하며 창시했다. 택배회사 실버퀵 사업을 실행한 주체이기도 하다. 8우주에 2개의 교차공간이 있고 그 중 한개가 태모신교의 태궁에 있다.8우주 패권을 노리는 거대 단체이며 작중에서는 주로 종단이라고 불린다.

### 세력
- 감찰국: 보안국과 감찰국이 통합되어 만들어진 종단 최대의 무력 단체. 많은 사제들이 포함되어 있음. 전원 퀑으로 보임. 검은 사제로 불리며, 고위층은 흰 색 제복을 입음.
- 고산 공작가: 패트론 연합의 3대 수장중 하나인 가문이며 백경대등의 최초의 하이퍼 퀑 경호대를 만들었다.
- 다브네스 왕가: 에피소드 식스틴에서 위성 마요크의 제3소각로에서 첫 등장하였으며 누트 대신교를 믿는다.
- 실버퀵: 태모신교 소속의 제 8 우주 전체를 대상으로 하는 택배 회사이며, 경쟁사는 엘 백작가의 '골드윙'이다.
- 스텐 중공업: 제 8우주에서 가장 큰 세력의 군수산업체이며, 반중력탄을 개발했다. 최대 주주는 엘 백작가이다.
- 애플: 실버퀵 제 7지구에서 탈출하려는 퀑 기사들의 모임이다. 덴마, 제트 외 몇 명이 가입해 있다.
- 에돔 연대: 하독 선장이 지휘하던 치외법권 구역인 행성 레카를 본거지로 하는 해적 집단이다.
- 엘 백작가: 고산 공작가의 후원에 힘입어 8우주의 패권을 노리는 거대 세력으로 확장된 귀족가다. 대부분의 구백경대가 엘 백작가에 흡수되어 백전사라는 이름을 갖게 된다.
- 우주 평의회: 8우주의 대소사를 관장하는 의회이며 작중 UN과 유사한 역할을 한다.
- 칼번 퀑부대: 칼번의 용병 퀑 부대이다.
- 태궁 경비대: 태궁을 지키는 하이퍼 퀑 부대이며, 과거 하데스가 속해있었다.
- 팍스 중공업: 실버퀵을 운영하며, 태모신교의 소유이다. '뇌전단 스캐닝'기술을 개발했으나 후에 기술이 유출되어, 칼번의 군대와 각 행성들에서 앞다투어 경쟁을 하게 된다. 최대 주주는 고산 공작가이다.
- 패트론 연합: 종단의 후원자인 귀족, 패트론들을 3명의 패트론 수장을 축으로 한 연합이다.
- 하이포네 가문: 에피소드 "God's Lover"에서 행성 테라의 귀족 가문으로 등장하였다. 고산 공작파다.
- 호조 후작가: 호조 후작이라는 고산 공작의 채권자가 가주로 있는 가문이며 네카르를 다스린다.

### 종족
- 데바림: 꿈을 통해 미래를 볼 수 있는 능력을 지녔다. 안면이 있는 자의 죽는 꿈을 꾼 뒤 두부를 먹는 풍습이 있다. 8우주의 미래가 인과율에서 벗어나지 않도록 조율하는 존재이다. 하지만 데바림을 위해서는 미래를 바꾸려 노력한다.
- 에브라임: 퀑일 경우, 감정이 격해졌을 때 EMP 쇼크를 낼 수 있는 종족이다.
- 피코: 네게브인의 하층민을 일컫는 말이다. 네게브인은 바닷물인 넥타르 속에서 성장하며, 그 면적에 따라 키가 달라짐. 환경오염으로 인해 넥타르가 부족해지자 중앙정부가 140cm를 규격으로 한 넥타르 성장고를 보급하는데, 이를 Pico라 칭한다. 그러나 부유층들은 세금을 더 내고 자식들에게 더 큰 성장고(Hecto, Deca)를 제공하게 되어 재정능력이 뒷받침되지 않는 네게브인만 자식을 피코에서 키우게 된다. 이로 인해 피코는 성장고 모델명에서 하층민을 의미하는 단어로 굳어졌다.
- 피기어: 수컷과 암컷의 모양이 현저하게 다른 생명체로 수컷이 평생 암컷과 새끼를 위해 헌신하며, 수컷은 돼지와 닮은 모습을 하고 있다. 암컷은 작중 모습이 뚜렷하게 드러나지 않지만, 인간과 흡사하며 미모가 빼어나다고 여겨진다.

### 주요 직업
- 검은 사제: 감찰단에 속한 일반 사제다.
- 데바: 태모신교의 수석 무녀를 이르는 표현이다.
- 사보이: 퀑을 사냥하기 위한 직업이다.
- 수호 사제: 임무중인 데바를 보호하기 위해 선발된 태모신교 남성들을 지칭한다.
- 실버퀵 택배기사: 택배회사 실버퀵에서 강제로 고용되어 근무하는 자들로, 계약 기간이 만료되면 죽게된다.

### 행성
- 가이아: <a catnap> 편에서 하데스를 가둬둘 만한 행성으로 언급된 행성이다. 수감자들은 모두 두팔이 잘린채로 행성의 '가이아'라는 존재에 의해 통제를 받는다. 8우주 차원의 아비가일이 수감되었었다.
- 가데스: <해적선장 하독> 편에서 제 8우주 평의회 비회원 행성국으로 등장하는 행성이다.
- 고블: <사보이 가알> 편에서 가알이 도망치려는 행성으로 등장한다.
- 네게브: <야엘 로드> 편에서 공간적 배경으로 다뤄진 행성이다.
- 네카르: 네카르 축제가 벌어지는 호조 후작의 영토이다.
- 레카: <해적선장 하독> 편에서 치외법권으로 등장하는 행성이다.
- 바네아: <해적선장 하독> 편에서 제 8우주 평의회 비회원 행성국으로 등장하는 행성이다.
- 바이유: <식스틴> 편에서 이델이 넬을 따라 가게 된 행성으로 등장한다.
- 벨라: <God's lover> 편에서 고드와 메이가 엔젤타운이라는 도시에서 있던 행성이다.
- 아오리카: <a catnap> 편에서 제 8우주 도피성 중에서 가장 악랄한 곳으로 언급되었으며, 모래시계라는 마약의 제조 및 판매를 맡고 있는 행성이다. 아오리카의 패왕은 천무장이라 불리는 행성 자경대 조직을 가지고 있었지만, 고산 공작가의 눈에 나 백경대에 의해 파괴당하고 모래시계 모양의 행성이 되었다. 이 행성이 파괴되는 과정에서 몇몇 백경대원들이 모래시계라는 마약을 훔치는데, 이 마약들은 "콴의 냉장고"에피소드에서 등장한다.
- 에반: <만드라고라> 편에서 벧엘 자매의 집이 있는 행성으로 등장했으며, 도시 에벤에셀이 있다.
- 우라노: 덴마(다이크)의 고향이자 제 8우주의 실질적 2인자인 엘 백작의 근거지이다.
- 위노바: <만드라고라> 편에서 등장한 행성이다.
- 위성 마요크: <식스틴> 편에서 넬이 가게 된 제3소각로로 등장하는 행성이다.
- 자토: <식스틴> 편에서 넬이 가게되는 호스피스 봉사단이 파견된 점으로 종단관리국에서 언급된 행성이다.
- 칼번: 3군 7사단이 있는 행성이다.
- 테라[1]: 덴마의 첫 의뢰인인 지누가 살며, 이 행성에 세인트테트라 대학 분교를 유치한 강력한 세력인 하이포네 가문이 있는 행성이다. 후에 메이와 하이포네 가문의 막내아들이 함께 공부하며 살게 되는 행성이기도 하다.
- 테시스: <파나마의 개>와 <God's lover> 편에서 등장하며, 지누의 아버지와 제우가 각각 파견된 행성이다.
- 토루: <식스틴> 편에서 이델이 훈련받은 행성으로 등장한다.
- 토슈카: <식스틴> 편에서 발락이 이델을 구하기 위해 갔던 감찰국에서 언급된 행성이다.
- 파마나: <파마나의 개> 편에 등장하는 행성이다.

### 사회 및 문화
- 문명: 덴마 속 세계는 문명이 우리가 살고있는 현실과 비교하면 극도로 발달되어 있는 상태다. 물론 퀑이나 전사체의 배경인 물리적오류, 종단의 란, 데바림종족, 평행우주 등의 허구적 설정이 바탕이 되어있긴 하지만 행성간 워프, 뇌전단스캐닝, 양자이론, 교차공간 등 매우 발달한 과학수준과 기술력도 한몫했다고 볼 수 있다.
- 행성 및 종족: 어느 하나의 행성이 아닌 수많은 행성의 종족들이 존재한다. 그러나 작중 우리가 흔히 생각하는 외계인의 흉측한 모습은 찾기힘들다. 모두 기본적인 인간의 모습이 바탕이며 비슷한 수준의 지능과 정서를 가지고 있다. 우주 단위의 조직들은 실제 다양한 종족이 소속되어있으며 만화를 잘살펴보면 겉모습을 통해 알 수 있다.
- 사회체계: 생활의 범위가 행성에서 우주로 넓혀졌다고 해도 사회체계는 크게 변하지 않았다. 지금의 UN같은 존재의 우주 평의회와 가장 큰 종교집단 태모신교(이하 종단)와 제8우주내 제1가문 고산가가 현재 3권 분립체제를 사실상 유지하고 있다. 행성간 무역이 활발히 일어나고, 행성내에서도 당연히 신분과 빈부격차가 존재하며, 문화에 따라 다양한 정치체제가 존재한다. 평의회와 종단이라고 해서 절대적 존재가 아니라 역시 부패가 존재하며, 실제 자신들의이익을 위해 최우선적으로 움직인다.

## 주요 등장인물
- 고드: <God's lover> 편에 등장하는 행성 벨라 네트워크 통합계획인 엔젤 프로젝트의 수장이다. 후에 네트워크 더미로 의식을 전이하여 벨라 네트워크 내의 신이 되었다.
- 고산 공작: 엄청난 권력을 지닌 존재이다. 항상 빵봉투를 뒤집어 쓰고 있으며, 계산기로 모든 이윤율을 따져보는 이해타산적 측면이 있다. 100명의 하이퍼 퀑들을 백경대로 조직해 보디가드로 고용하고 있다. 제 8우주의 실질적인 지배자이다. 자살로 위장된 암살을 당해 그 아들인 고산 마빈이 뒤를 이었다.
- 다이크: 질량 등가 치환 능력을 지닌 퀑이며, '무혈사신'이라는 수식어가 붙는다. 카이저의 아들이다. 칼번 퀑 부대에 입단해 ‘하도르 상사’ 라고 불리다가, 현재는 실버퀵 배달지국에 보내져있다.
- 다니엘: 고산 공작이 고용한 백경단의 일원이다. 다른 백경대와는 달리, 워프게이트를 열어 행성 간 이동을 한다.
- 덴마: 이 만화의 주인공이며, 질량 등가 치환 능력을 지닌 퀑이다. 다이크의 의식이 들어 있는 10대의 남자아이 모습을 하고 있다. 애플의 멤버로 실버퀵을 탈출할 계획을 세우고 있으며, 종단 프로젝트 덴마의 중요 인물이다.
- 란: 인과율을 조종하는 호문쿨루스이며 전사체를 움직일 수 있다. 교차공간으로 넘어온 하데스로부터 란도 퀑임을 알 수 있다
- 라미: <a catnap> 편에 등장하며, 하데스의 습격으로 인질로 끌려갔으나 백경대의 중 한명인 혼마가 구해주려다 결국 태궁의 교차공간에서 하데스, 혼마, 라미가 합쳐져 야와라는 전사체 조종자가된다.
- 롯: 구 백경대의 주요 멤버이다. 100명의 하이퍼 퀑들로 이루어진 백경대에서도 손에 꼽히게 강력한 존재로 현재는 몇 멤버들과 엘의 진영으로 넘어갔다. 여러 가지 퀑기술을 조합해서 쓰는 하이퍼 퀑이다. 구 백경대에게 반감을 가지고 있던 마빈 고산이 콴의 냉장고에서 모두 말살했지만 겨우 살아나 냉장고 밖으로는 나온다.
- 마빈: 엘가의 말단 회계사. 작 초반부터 꾸준히 등장한다. 빵봉투 고산은 사실 아바타이며, 마빈이 실제 고산 공작의 아들.
- 미라이: 예지몽을 꾸는 데바림 종족의 화기 제작자다. 데바림 종족 중 가장 강력한 것으로 알려져 있다.
- 발락: '종단 3대 광견' 중 하나로 불리는 차원전환기술 퀑 사제이다.
- 아비가일: '종단 3대 광견' 중 하나로 불리는 가속 능력을 지닌 퀑이다. 수호사제이다. 양영순의 다른 만화 철견무적 아비가일과 동일인물.
- 아셀: 실버퀵의 택배기사이다. 에브라임 퀑(극도의 슬픔이나 감정의 폭발이 일어나는 경우 이마에서 EMP가 터져나온다) 소년으로, 에델이라는 성인 여성의 의식이 들어 있다.
- 야와: 우주 택배회사 실버퀵 제 7지구의 관리자이며, 화가 나면 얼굴이 기괴하게 변하는 강아지 인형을 아바타로 쓴다. 무녀 라미 + 백경대 혼마 + 하이퍼퀑 하데스 + 가상의 인격이 하나의 몸 안에 들어가 있다.
- 엘: 행성 우라노의 백작이며 본명은 '엘 리뇨 아르케딜라마 누브레 소셰키아스'이다. 소패왕으로 불린다. 고산의 아버지로부터 백경대 중 한 명인 페드릭을 심복으로 받는다. 소패왕의 낙인이 찍힌 이들에겐 엘의 염상이 나타난다. 고산 공작과 함께 제 8우주의 실질적인 지배자의 자리를 놓고 경쟁 중이다.
- 오: 이델의 친구이다.
- 이델: 수호 사제이며 차원전환기술 퀑이다. 발락과 아세라의 아들이다.
- 제트: 본명은 '행크'. 실버퀵의 택배기사이며, 중력을 다룰 수 있으며 사물 접합 능력을 지닌 하이퍼 퀑이다. 애플의 멤버이자, 예전 펜타곤의 5인 중 하나이다. 끊임없이 여자를 밝힌다.
- 카마엘: 야와가 조종하는 실버퀵 내부 태모신교 전파자인 천사이다.
- 하데스: '종단 3대 광견' 중 하나로 불리는 큐브 능력과 순간이동 능력을 지닌 하이퍼 퀑이다.
- 훈: <피기어> 편에 등장하는 사냥꾼 퀑이며, 공간 왜곡 능력이 있다. 심성이 착하고 겸손하지만, 실패한 후 방황을 겪다가 택배회사 실버퀵에 반강제적으로 들어온다. 실버퀵에 반강제 입사 후 방뇨를 계기로 엘가와 고산가의 대립이 시작.
- 지로: 마약에 절어 주변 사람들에게 피해를 주며 살던 쓰레기퀑. 이후 주완의 트레이닝을 거쳐 백경대에 들어가게 된다.
- 하아켄: 가이린의 아버지. 엘의 얼굴에 탄두를 박은 장본인이다. 펜타곤의 멤버이며 '엘드곤'이라는 가명을 사용하고 있다.
- 테이: 다이크의 연인. 늑대굴을 이끄는 수장.

## 줄거리

### 1장 (Chapter 1)
퀑의 설명과 주인공 덴마와 덴마가 속한 회사인 실버퀵을 중심으로 이야기가 진행된다.
에피소드로는 〈파나마의 개〉, 〈해적선장 하독〉, 〈이브〉, 〈이브 라헬〉, 〈블랙 아웃〉, 〈밴드 오브 브라더스〉, 〈야엘 로드〉, 〈반장 바헬의 하우 투 킬〉, 〈만드라고라〉, 〈반장 에드레이를 위한〉, 〈사보이 가알〉, 〈식스틴〉, 〈마리오네트〉, 〈피기어〉, 〈God's lover〉 등이 있다.

### 2장 (Chapter 2)
챕터 2의 에피소드 <a catnap>을 통해서 주인공들의 과거 이야기가 펼쳐지며, 야와의 탄생과정이 중점적으로 다뤄진다.
<콴의 냉장고> 에피소드는 사물 퀑인 '콴의 냉장고'를 둘러싼 각종 거대세력의 갈등을 다룬다. 에피소드의 주인공은 1급 택배물 수령인인 약물중독자 '지로'다.
에피소드로는 〈a catnap〉, 〈라미레코드〉, <콴의 냉장고>, <The Knight>가 있다.

## 특징
- 전작인 《라미레코드》, 《철견무적》 등과 일부 세계관을 공유하며, 《라미레코드》는 덴마의 S.E.(Special Edition)으로 추가되었다.
- 극중 고산 공작의 호출에 따라 움직이는 '백경대'의 이름에서 착안하여, 덴마 업데이트 알림이 울리자마자 덴마를 보러 오는 독자들이 스스로를 '덴경대'라 부른다.

## 논란
2014년 8월 2일부터 갑작스럽게 휴재가 시작되었다가 2015년 7월 6일 오후 11시 경에 연재가 재개 되었다.
휴재가 된지 며칠 뒤에 게재된 사과문에 의하면 당초 2014년 10월 재개 예정이었으나 이 때 재개되지 않았고, 독자들의 원성과 의문은 커져 갔다.
그러던 중, 2015년 2월 10일에 진행된 팬미팅에서 양영순 작가는 상반기 내로 연재를 재개한다는 약속을 하였다. 하지만 연재는 한 주 정도가 지체되어 재개되었고, 여전히 작가의 사과는 없어서 독자들의 원성을 샀다.
그러나 현재 급진적인 이야기구성으로 민심회복 중이며, 정시연재의 아이콘이라는 베스트댓글이 달리기도 했다